# Округ Ле Флор (Оклахома)
Ле Флор (енгл. Le Flore County) је округ у америчкој савезној држави Оклахома.

## Демографија
По попису из 2010. године број становника је 50.384, што је 2.275 (4,7%) становника више него 2000. године.
| Група             | 2000.          | 2010.          |
| Белци             | 37.707 (78,4%) | 36.842 (73,1%) |
| Афроамериканци    | 1.065 (2,2%)   | 1.034 (2,1%)   |
| Азијати           | 103 (0,2%)     | 265 (0,5%)     |
| Хиспаноамериканци | 1.849 (3,8%)   | 3.454 (6,9%)   |
| Укупно            | 48.109         | 50.384         |